# La Brèche de Roland
Pour les articles homonymes, voir Brèche de Roland.
Pour plus de détails, voir Fiche technique et Distribution.
La Brèche de Roland  est un film français réalisé par les frères Larrieu. Le moyen métrage est sélectionné pour le Festival de Cannes 2000 lors de la Quinzaine des réalisateurs, puis fait sa sortie généralisée en France le 15 novembre 2000.
Comédie dramatique teintée de scènes burlesques, ce moyen métrage précoce dans la carrière des réalisateurs annonce les thèmes de prédilection qu'ils s'attacheront à développer par la suite dans leurs films que sont la montagne – et les Pyrénées en particulier – et l'étude des rapports amoureux sous l'angle de la quête philosophique.

## Synopsis
Roland part avec sa femme et ses deux enfants adolescents faire une randonnée dans les montagnes pyrénéennes pour passer la brèche de Roland. Citadins inexpérimentés en montagne, leur montée vers le passage est difficile et devient une source de tensions diverses. Au fur et à mesure de la progression, et de ses aléas, des confessions et révélations se font renforçant finalement les liens d'une famille en crise.

## Fiche technique
- Titre original : La Brèche de Roland
- Réalisation : Arnaud et Jean-Marie Larrieu
- Scénario : Jean-Marie Larrieu
- Photographie : Catherine Pujol
- Son : Yann Le Mapihan
- Montage : Annette Dutertre
- Costumes : Frédéric Videau
- Producteur : Géraldine Michelot
- Production : Elena Films
- Distribution : Magouric Distribution
- Format : couleur – 35 mm – Dolby SRD – 2,35:1
- Durée : 43 minutes
- Pays : France
- Langue originale : français
- Genre : comédie dramatique
- Date de sortie : 15 novembre 2000 (France)

## Distribution
- Mathieu Amalric : Roland
- Cécile Reigher : Mireille
- Anaïs Chunleau : Claire
- Julien Rivière : Maxime
- Gilles Quessette : un montagnard
- Jean-Marie Larrieu : un montagnard
- Frédéric Videau : un montagnard
- Aurélie Bordier : une montagnarde
- José Luis Calderón : un montagnard

## Production

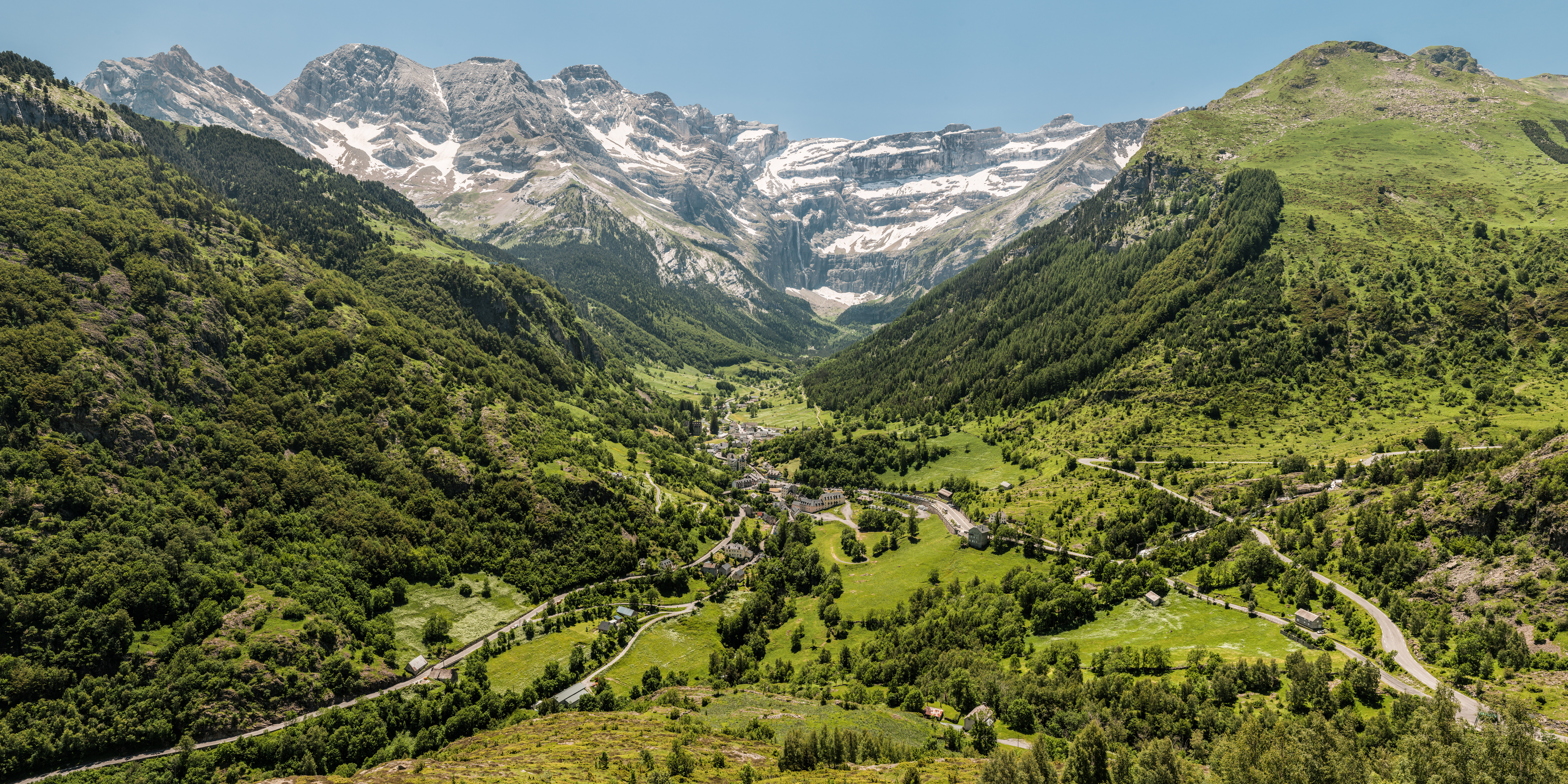
Panorama de Gavarnie où se déroule le film.

Le tournage du film se fait principalement à Gavarnie sur les sites du cirque de Gavarnie, de la cascade de Gavarnie et de la brèche de Roland ainsi que dans la vallée d'Aspe, le massif du Mont-Perdu et le canyon de Niscle en Aragon espagnol .
Le film est présenté lors du Festival de Cannes 2000 dans le cadre de la Quinzaine des réalisateurs.